# Pieter de Groot

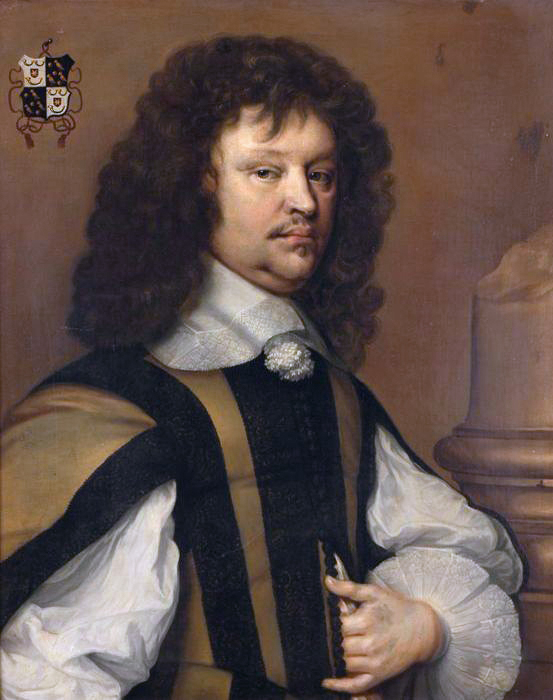
Pieter de Groot, door kring rond Adriaen Hanneman

Pieter de Groot (Rotterdam, 28 maart 1615 - Boekenrode bij Haarlem, 2 juni 1678) was de tweede zoon van Hugo de Groot en Maria van Reigensbergen. Als kind doorstond hij ternauwernood een ernstige ziekte; hij bleef zwak, liep mank en had een pokdalig gezicht. Hij genoot zijn opleiding tot rechtsgeleerde in Leiden, waarna hij naar zijn vader in Frankrijk ging. De Groot werd enige jaren na zijn terugkomst in Holland aangesteld als resident van Karel I Lodewijk van de Palts bij de Staten Generaal. Daarna Pensionaris van Amsterdam in de periode van 1660 tot 1667. In die hoedanigheid vertegenwoordigde hij de stad in de Staten van Holland. De pensionaris maakte geen deel uit van het stadsbestuur, dat elk jaar wisselde, en kon zo een stempel zetten op het beleid. In 1667 werd hij vervangen, omdat de magistraat vond dat hij te weinig de belangen van de stad behartigde. 
Van
1670 tot en met 1672 was hij pensionaris van Rotterdam, waar hij lid was van de vroedschap. Hij was achtereenvolgens Nederlands gezant in Zweden en Frankrijk tussen 1668 en 1672. In het rampjaar 1672 keerde hij uit Frankrijk terug en was betrokken bij de mislukte onderhandelingen met Lodewijk XIV over de Nederlandse capitulatie. De daarop volgende opstand in Rotterdam noopte hem naar Antwerpen te vluchten. Hij keerde in 1674 terug, maar raakte zijdelings betrokken bij het hoogverraadproces van Abraham de Wicquefort in 1675. Hij werd zelf ook van hoogverraad beschuldigd vanwege zijn compromitterende correspondentie met De Wicquefort, maar dankzij de inspanningen van zijn advocaat Simon van Middelgeest vrijgesproken. Hij trok zich daarop terug op zijn landgoed Boekenrode bij Haarlem, waar hij in juni 1678 overleed.